# Erich Reuleaux
Erich Wilfried Reuleaux (* 3. Februar 1883 in Berlin; † 18. Oktober 1967 in Darmstadt) war ein deutscher Bauingenieur, Verkehrswissenschaftler und Hochschullehrer.

## Leben und Werdegang
Erich Wilfried Reuleaux war der Sohn von Max und Cäcilie Reuleaux. Sein Großvater war der bedeutende Maschinenbauingenieur Franz Reuleaux (1829–1905), der an der Technischen Hochschule (Berlin-)Charlottenburg lehrte.
Erich Reuleaux studierte an der Technischen Hochschule Charlottenburg Bauingenieurwesen und schloss sein Studium 1907 mit dem akademischen Grad eines Diplom-Ingenieurs ab. Im Anschluss war er wissenschaftlicher Assistent an dieser Hochschule und bestand 1912 das Staatsexamen. Er trat 1908 in den Dienst der Preußischen Staatseisenbahnen. 1926 folgte er einem Ruf auf den Lehrstuhl für Eisenbahn- und Verkehrswesen an der Technischen Hochschule Darmstadt. Ab 1931 war er als Sachverständiger für die Regierung des Volksstaats Hessen tätig.
Von 1934 bis 1937 hielt er sich als Hochschullehrer und Berater des Eisenbahnministeriums an der Tongji-Universität in Shanghai in China auf. Er wirkte in dieser Funktion an der Erweiterung des chinesischen Eisenbahnnetzes mit. In dieser Zeit entstand eine umfangreiche Sammlung von Fotografien (Diapositiven), die die ökonomischen und gesellschaftlichen Zustände des Landes zur damaligen Zeit dokumentiert. Die Sammlung befindet sich heute im Universitätsarchiv der Technischen Universität Darmstadt.
Erich Reuleaux war Dekan der Abteilung Bauingenieurwesen in den Jahren 1928–1930 und 1938–1941. Zudem war er Rektor der Hochschule im Studienjahr 1931/1932. Er war neben Max Muss und Wilhelm Schlink seit 28. April 1945 Mitglied des dreiköpfigen Vertrauensausschusses. Im November 1945 wurde er zum ersten Rektor der Hochschule nach dem Ende des Zweiten Weltkriegs gewählt. Es ist im Wesentlichen auch sein Verdienst, dass die stark zerstörte Darmstädter Hochschule als erste deutsche Technische Hochschule am 7. Januar 1946 wieder eröffnet werden konnte.
Nachdem es an der Technischen Hochschule Darmstadt zu erheblichen Verstößen gegen die Entnazifizierungsbestimmungen gekommen war, legte Reuleaux bereits am 8. Juli 1946 auf Druck der US-amerikanischen Militärregierung und von Kultusminister Franz Schramm sein Amt nieder.
Reuleaux, der 1952 emeritiert wurde, engagierte sich als akademischer Lehrer und Forscher auch darüber hinaus. Er starb im Alter von 84 Jahren in Darmstadt.
Erich Reuleaux war verheiratet mit Irmgard (1888–1970), der zweitältesten Tochter des Bildhauers Ernst Herter. Das Ehepaar hatte zwei Töchter.

## Ehrungen
- 1951: Ehrendoktorwürde der Technischen Hochschule Karlsruhe
- 1953: Steckkreuz des Verdienstordens der Bundesrepublik Deutschland
- 1966: Ehrenplakette der Technischen Hochschule Darmstadt